# Стефан Минчев
Стефан Макавеев Минчев е български литературен критик и историк, учител, педагог и общественик.

## Биография
Роден е на 28 март 1874 г. в Клисура. Основното си образование получава в родния си град и в Карлово. Завършва гимназия в Пловдив (1893) и славянска филология във Висшето училище (днес Софийски университет „Св. Климент Охридски“). От 1899 г. е гимназиален учител в Казанлък и в Пловдив, през 1904 се установява в София. Негов ученик е Димчо Дебелянов. От 1910 до смъртта си на 7 февруари 1912 г. е главен инспектор по български език и литература при Министерството на народната просвета.

## Дейност
Минчев е един от изявените студенти на проф. Иван Шишманов, но се явява на изпит за преподавател с Михаил Арнаудов и Боян Пенев и не успява да попадне в Университета.
За първи път печата критически статии през 1901 година в списние „Общо дело“. Сътрудничи на списние „Мисъл“, „Демократически преглед“, „Училищен преглед“, „Учителски вестник“ и други. Литературен критик с интерес към новите явления в литературата, склонен да влиза в полемики за значителни автори (Иван Вазов, Кирил Христов, Елин Пелин).
Особено ценни са наблюденията му върху възрожденската литература, които се основават на отлично познаване на материята, анкетиране на оцелелите писатели от епохата и много добра методологическа подготовка. Лансира идеята, че преводната литература „преводна белетристика съставя за историята на българския роман един вид традиция, която налага както езиковите, така и литературните форми на младите ревнители на българския роман“.

## Съчинения
- Из историята на българския роман. Опит за литературно-исторически наблюдения върху развитието на романа през ХIХ в. до Освободителната война. София, 1908.
- Из историята на българския роман: Материали за живота на Василя Друмева (митрополит Климента). София, 1908.
- Из историята на българския роман. Побългаряване на чужди произведения. София, 1912.
- „Чужди влияния в Друмевата драма „Иванку“. – Опит за литературно-исторически наблюдения върху развитието на романа през ХIХ в. до Освободителната война, София, 1912.

## За него
- Гечев, Ал. „Стефан Минчев като литературен критик“. – Училищен преглед, 1912, кн. 3.
- Чилингиров, Ст. „Стефан Минчев“. – В: Моите съвременници, 1955.
- Богданов, Ив. „Стефан Минчев“. – В: Спътници на първенците. С., 1960.
- Иванов, Сл. „Стефан Минчев – литературен критик и историк“. – Литературна мисъл, 28, 1984, № 4.